# Rebeca Andrade
Rebeca Rodrigues de Andrade (Guarulhos, 8 de mayo de 1999) es una gimnasta brasileña, campeona olímpica y mundial, con destacada actuación en competiciones deportivas tanto a nivel nacional como internacional.

## Biografía
Rebeca Andrade nació el 8 de mayo de 1999 en Guarulhos. Es una de los ocho hijos de una madre soltera, Rosa. Su madre limpiaba casas e iba andando al trabajo para poder pagar los estudios de gimnasia de Rebeca. Empezó a hacer gimnasia a los cuatro años, después de que su tía la llevara al gimnasio donde trabajaba. A los nueve años se trasladó a entrenar a Curitiba, y un año más tarde se mudó a Río de Janeiro para entrenar en el Flamengo. Habla portugués e inglés, y es afrobrasileña.

## Trayectoria
Andrade inició su carrera a los siete años de edad en el Gimnasio Bonifácio Cardoso en el proyecto social Iniciación Deportiva de la Prefectura de Guarulhos, en la Gran São Paulo. En esa época fue conocida como la «Daianinha de Guarulhos» en comparación con la campeona de gimnasia Daiane dos Santos.
Andrade debutó en la escena internacional a los trece años, en el Campeonato Panamericano Junior. Ayudó a Brasil a ganar la medalla de plata por equipos, por detrás de Canadá y por delante de México. A título individual, ganó la medalla de oro en el concurso completo, en el salto y en el ejercicio de suelo, así como la medalla de bronce en la barra de equilibrios. Posteriormente, en el Campeonato Sudamericano Junior de Cochabamba, se clasificó primera con el equipo brasileño y en la prueba all-around individual. También compitió en el Trofeo Brasil, una competición nacional para juniors y seniors, donde superó a olímpicos como Jade Barbosa y Daniele Hypólito y se hizo con el título all-around.
En abril de 2015, debutó en competiciones internacionales de adultos en la Copa Mundial de Gimnasia en Ljubljana, Eslovenia.  En esa oportunidad, obtuvo la medalla de plata en gimnasia individual.
En los Juegos Olímpicos de Tokio 2020, ganó la medalla de oro en la prueba de salto de caballo celebrada el 1 de agosto de 2021 en el Centro de Gimnasia de Ariake. También, la medalla de plata en el concurso completo individual femenino, siendo la primera mujer brasileña en ganar una medalla en dicha prueba.
Andrade compitió en los campeonatos nacionales de Brasil en agosto de 2023, pero no compitió en el ejercicio de suelo.Quedó primera tanto en barras asimétricas como en barra de equilibrios.  A continuación compitió en la Copa del Mundo de París, donde quedó segunda en barras asimétricas por detrás de Mélanie de Jesus dos Santos.
En 2024 comenzó su año olímpico en marzo, compitiendo en la Copa del Mundo de Antalya, donde sólo compitió en barras asimétricas. Ganó la medalla de plata por detrás de Mélanie de Jesus dos Santos.
En agosto de 2024 ganó la medalla de oro, por delante de Simone Biles en las Olimpiadas de París en la prueba de suelo con una puntuación de 14,33.

## Palmarés internacional
| Juegos Olímpicos     | Juegos Olímpicos        | Juegos Olímpicos  | Juegos Olímpicos     |
| Año                  | Lugar                   | Medalla           | Prueba               |
| -------------------- | ----------------------- | ----------------- | -------------------- |
| 2020                 | Tokio (Japón)           | Medalla de oro    | Salto de potro       |
| 2020                 | Tokio (Japón)           | Medalla de plata  | Concurso individual  |
| 2024                 | París (Francia)         | Medalla de oro    | Suelo                |
| 2024                 | París (Francia)         | Medalla de plata  | Concurso individual  |
| 2024                 | París (Francia)         | Medalla de plata  | Salto de potro       |
| 2024                 | París (Francia)         | Medalla de bronce | Concurso por equipos |
| Campeonato Mundial   |                         |                   |                      |
| Año                  | Lugar                   | Medalla           | Prueba               |
| 2021                 | Kitakyushu (Japón)      | Medalla de oro    | Salto de potro       |
| 2021                 | Kitakyushu (Japón)      | Medalla de plata  | Barras asimétricas   |
| 2022                 | Liverpool (Reino Unido) | Medalla de oro    | Concurso individual  |
| 2022                 | Liverpool (Reino Unido) | Medalla de bronce | Suelo                |
| 2023                 | Amberes (Bélgica)       | Medalla de oro    | Salto de potro       |
| 2023                 | Amberes (Bélgica)       | Medalla de plata  | Concurso individual  |
| 2023                 | Amberes (Bélgica)       | Medalla de plata  | Suelo                |
| 2023                 | Amberes (Bélgica)       | Medalla de plata  | Concurso por equipo  |
| 2023                 | Amberes (Bélgica)       | Medalla de bronce | Barra                |
| Juegos Panamericanos |                         |                   |                      |
| Año                  | Lugar                   | Medalla           | Prueba               |
| 2023                 | Santiago (Chile)        | Medalla de oro    | Barra                |
| 2023                 | Santiago (Chile)        | Medalla de oro    | Salto de potro       |
| 2023                 | Santiago (Chile)        | Medalla de plata  | Barras asimétricas   |
| 2023                 | Santiago (Chile)        | Medalla de plata  | Concurso por equipos |